# Dżibuti na Mistrzostwach Świata w Lekkoatletyce 2011
Dżibuti na Mistrzostwach Świata w Lekkoatletyce 2011 reprezentowane było przez dwoje zawodników.

## Występy reprezentantów Dżibuti

### Mężczyźni

#### Konkurencje biegowe
| Konkurencja    | Zawodnik   | Runda 1  | Runda 1 | Runda 2  | Runda 2 | Półfinał | Półfinał | Finał    | Finał   |
| Konkurencja    | Zawodnik   | Rezultat | Pozycja | Rezultat | Pozycja | Rezultat | Pozycja  | Rezultat | Pozycja |
| -------------- | ---------- | -------- | ------- | -------- | ------- | -------- | -------- | -------- | ------- |
| Bieg na 5000 m | Mumin Gala |          |         |          |         | 13:48,19 | 21       |          |         |

### Kobiety

#### Konkurencje biegowe
| Konkurencja   | Zawodniczka | Runda 1  | Runda 1 | Runda 2      | Runda 2 | Półfinał | Półfinał | Finał    | Finał   |
| Konkurencja   | Zawodniczka | Rezultat | Pozycja | Rezultat     | Pozycja | Rezultat | Pozycja  | Rezultat | Pozycja |
| ------------- | ----------- | -------- | ------- | ------------ | ------- | -------- | -------- | -------- | ------- |
| Bieg na 800 m | Zourah Ali  |          |         | 2:36,36 (PB) | 35      |          |          |          |         |